# Мартін Обрі
Мартін Делор, у шлюбі Обрі (фр. Martine Aubry; нар. 8 серпня 1950, Париж) — французька політична і державна діячка, першка секретарка Соціалістичної партії Франції (2008–2012), в яку вступила в 1974 році, очільниця міста Лілль. 

## Життєпис
Дочка Жака Делора (був міністром фінансів під час президентства Франсуа Міттерана і головою Єврокомісії у 1985–1995). 

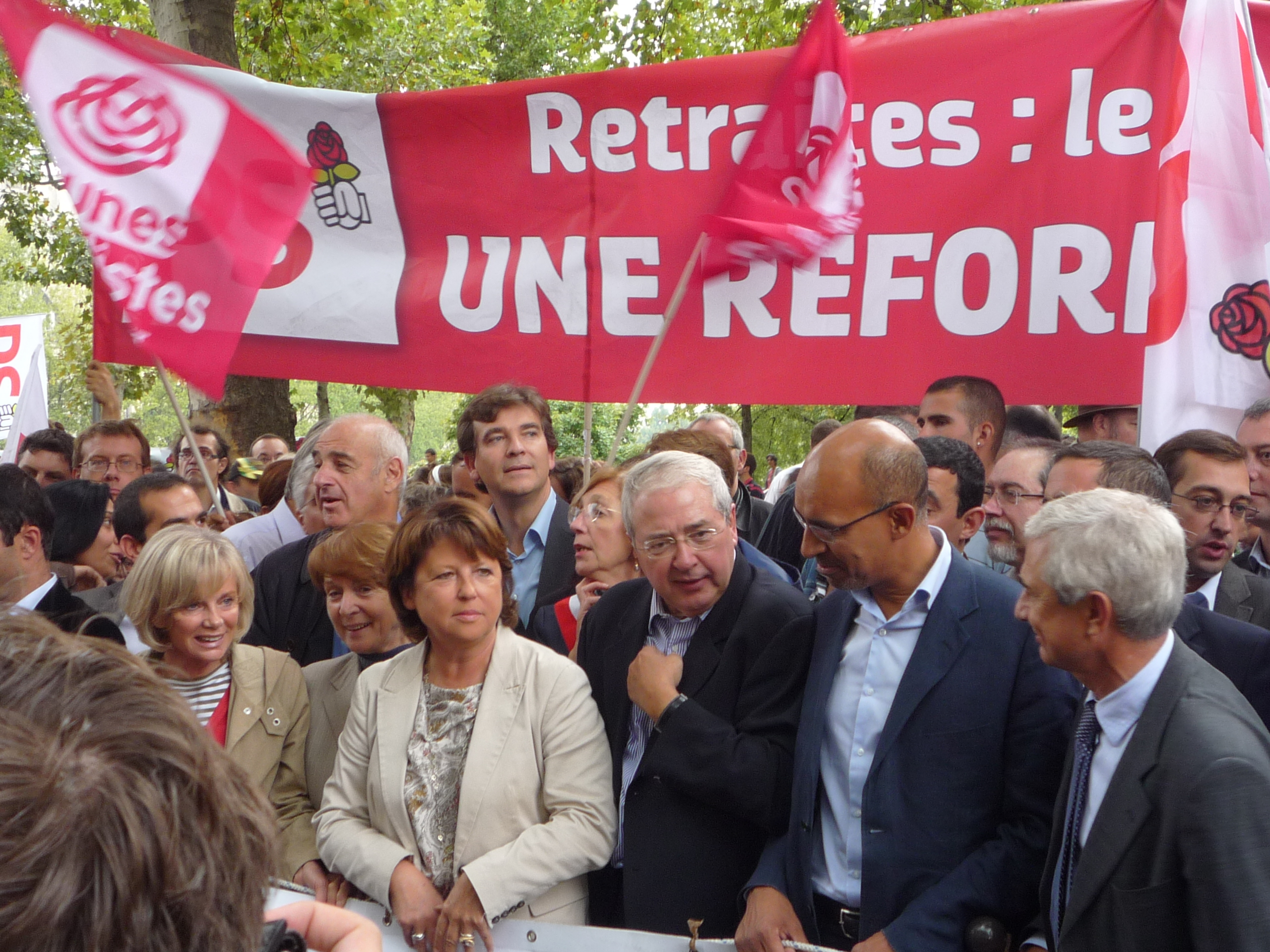
Мартін Обрі

Здобула початкову освіту в ліцеї Нотр-Дам-де-Озу. Там познайомилася зі славетною французькою акторкою Шанталь Гойя, після чого навчалася в ліцеї Пауля Валері (в Парижі). Вищу економічну освіту здобула в університеті Пантеон-Ассасе. Має диплом Інституту політичних досліджень (1972).
Між 1973 і 1975 роками здобувала освіту у Французькій національній школі адміністрації, де в 1978 році здобула професорський ступінь.
У 2004 році Мартін Обрі одружилася з французьким юристом Жаном-Луа Брошеном.
1. ↑  Pas L. v. Genealogics — 2003.